# 大石ヨシエ
大石 ヨシエ（おおいし ヨシエ、1897年〈明治30年〉2月12日 – 1971年〈昭和46年〉6月7日）は、日本の政治家、衆議院議員（5期）。

## 来歴
京都府出身。1915年（大正4年）、私立信愛高等女学校（現大阪信愛学院高等学校）卒。卒業後故郷の舞鶴市で参政権獲得など婦人運動に加わる。のち国民同志会に入り、1931年（昭和6年）から2年間渡米する。帰国後に満洲国へ渡り、新聞社の顧問などをしたが、間もなく日本に戻った。1946年（昭和21年）の第22回衆議院議員総選挙では京都府から無所属で立候補し当選した。当選後は日本社会党に入り、社会革新党を経て右派社会党で活動した。1955年（昭和30年）の第27回衆議院議員総選挙で落選。その後、1958年（昭和33年）の第28回衆議院議員総選挙にも旧京都2区から無所属で立候補したが、落選した。落選後は埼玉県深谷市に移り、晩年は愛知県西春日井郡師勝町（現在の北名古屋市）の親類宅に引き取られた。1971年に愛知県で死去した。死没日をもって勲三等宝冠章追贈、従四位に叙される。